# Barúnturún járás
Barúnturún járás (mongol nyelven: Баруунтуруун сум) Mongólia Uvsz tartományának egyik járása. Területe 3300 km². Népessége kb. 5900 fő.
Székhelye Barúnturún (Баруунтуруун), mely 125 km-re keletre fekszik Ulángom tartományi székhelytől.